# Le Roman de Miraut, chien de chasse
Le Roman de Miraut, chien de chasse est un roman français de Louis Pergaud paru en 1913.

## Résumé
Lisée, agriculteur mais surtout chasseur et braconnier dans le petit village de Longeverne (Doubs), décide de se remettre à chasser après une période « d'abstinence » consécutive à de trop nombreux démêlés avec le garde-chasse. Il rachète alors un fusil et un chien de chasse, au grand désespoir de la Guélotte, sa femme. Miraut fait ainsi son entrée dans le foyer, entre l'affection de son maître et la haine de la Guélotte dont il dérange les habitudes et dont, à l'occasion, il tue les poules.
Le chiot fait l'apprentissage du monde, devient un chien de chasse hors pair, suivant l'exemple de la chienne de Philomen, l'ami de Lisée. De nombreuses péripéties renforcent l'attachement réciproque de Lisée et de Miraut et suscitent même, très occasionnellement, l'admiration de la Guélotte.

## Personnages principaux
- Miraut : chien de chasse
- Lisée : agriculteur et chasseur à Longeverne (commune fictive du Doubs), maître de Miraut
- La Guélotte : épouse de Lisée
- Philomen : voisin et ami de Lisée

## Thèmes et caractères du roman
Miraut apparaît dans deux nouvelles du recueil De Goupil à Margot, publié en 1910  et il est cité, ainsi que son maître Lisée, dans La Guerre des boutons qui paraît en 1912.
Lisée est un bon vivant, sans souci du lendemain, chasseur mais surtout braconnier. La Guélotte est une ménagère au caractère difficile. L'arrivée du chien de la maison révèle l'opposition de caractères et la discorde latente entre mari et femme et Lisée est d'autant plus amical envers son chien qu'il constate que sa femme en est jalouse.
De plus, le jeune chiot commet des méfaits domestiques — il vole de la nourriture et tue des poules — et devient source d'ennuis judiciaires pour son maître quand il s'avise de chasser seul en période de fermeture. La séparation temporaire qui s'ensuit fait comprendre à Lisée combien il est attaché à son chien. Elle montre également au lecteur le stoïcisme de Lisée, dans un premier temps sourd aux plaintes de son chien abandonné.

## Éditions
- Le Roman de Miraut, Paris, Le Mercure de France, 1913, 424 p. (édition originale)
- Le Roman de Miraut (ill. Henri Barthelemy), Paris, Mornay, 1928, 364 p.
- Le Roman de Miraut (ill. Gaston Barret), Paris, Martinsart, 1965, 268 p.
- Le Roman de Miraut, Paris, Gallimard, coll. « Folio » (no 1046), 1978, 348 p. (ISBN 9782070370467)
- Le Roman de Miraut, Paris, Montbel, 2013, 260 p. (ISBN 9782356530721)